# روان‌شناسی فرافردی
روان‌شناسی فرافردی، روان‌شناسی فراشخصی (به انگلیسی: transpersonal psychology) یا روان‌شناسی معنوی (به انگلیسی: spiritual psychology) حوزه‌ای از روان‌شناسی است که به‌دنبال آمیختن تجربیات معنوی و متعالی انسان در چارچوب روان‌شناسی مدرن است.